# Hyperacrius wynnei
Hyperacrius wynnei is een zoogdier uit de familie van de Cricetidae. De wetenschappelijke naam van de soort werd voor het eerst geldig gepubliceerd door Blanford in 1881.

## Voorkomen
De soort komt voor in India en Pakistan.